# Portet-sur-Garonne
Portet-sur-Garonne är en kommun i departementet Haute-Garonne i regionen Occitanien i södra Frankrike. Kommunen ligger i kantonen Portet-sur-Garonne som tillhör arrondissementet Muret. År 2022 hade Portet-sur-Garonne 9 798 invånare.

## Befolkningsutveckling
Antalet invånare i kommunen Portet-sur-Garonne
Referens:INSEE